# Mistrovství Evropy v judu 2016 – ženy – superlehká váha (-48 kg)
Zápasy v judu na mistrovství Evropy v kategorii superlehkých vah žen proběhly v Kazani, 21. dubna 2016.

## Finále
| finále                |                       |
| --------------------- | --------------------- |
| Éva Csernoviczkiová   | Charline Van Snicková |
| Charline Van Snicková | Charline Van Snicková |

## Opravy / O bronz
Poražení čtvrtfinalisté se utkávají mezi sebou v opravách. Vítězové oprav následně vyzvou poražené semifinalisty v boji o bronzovou medaili.
| opravy                | o bronz               |                       |
| --------------------- | --------------------- | --------------------- |
| Valentina Moscattová  | Valentina Moscattová  | Monica Ungureanuová   |
| Natalija Kondratěvová | Valentina Moscattová  | Monica Ungureanuová   |
|                       | Monica Ungureanuová   | Monica Ungureanuová   |
| Reka Puppová          | Reka Puppová          | Dilara Lokmanhekimová |
| Nazlıcan Kılıçová     | Reka Puppová          | Dilara Lokmanhekimová |
|                       | Dilara Lokmanhekimová | Dilara Lokmanhekimová |

## Pavouk
|   | 1/32                  | 1/16                  | čtvrtfinále           | semifinále            | finále                |
| - | --------------------- | --------------------- | --------------------- | --------------------- | --------------------- |
| A | volný los             | Éva Csernoviczkiová   | Éva Csernoviczkiová   | Éva Csernoviczkiová   | Éva Csernoviczkiová   |
| A | volný los             | Éva Csernoviczkiová   | Éva Csernoviczkiová   | Éva Csernoviczkiová   | Éva Csernoviczkiová   |
| A | Tatiana Osoianuová    | Anne-Sophie Juraová   | Éva Csernoviczkiová   | Éva Csernoviczkiová   | Éva Csernoviczkiová   |
| A | Anne-Sophie Juraová   | Anne-Sophie Juraová   | Éva Csernoviczkiová   | Éva Csernoviczkiová   | Éva Csernoviczkiová   |
| A | volný los             | Valentina Moscattová  | Valentina Moscattová  | Éva Csernoviczkiová   | Éva Csernoviczkiová   |
| A | volný los             | Valentina Moscattová  | Valentina Moscattová  | Éva Csernoviczkiová   | Éva Csernoviczkiová   |
| A | Joana Diogová         | Noa Minskrová         | Valentina Moscattová  | Éva Csernoviczkiová   | Éva Csernoviczkiová   |
| A | Noa Minskrová         | Noa Minskrová         | Valentina Moscattová  | Éva Csernoviczkiová   | Éva Csernoviczkiová   |
| B | volný los             | Julia Figueroaová     | Natalija Kondratěvová | Dilara Lokmanhekimová | Éva Csernoviczkiová   |
| B | volný los             | Julia Figueroaová     | Natalija Kondratěvová | Dilara Lokmanhekimová | Éva Csernoviczkiová   |
| B | Natalija Kondratěvová | Natalija Kondratěvová | Natalija Kondratěvová | Dilara Lokmanhekimová | Éva Csernoviczkiová   |
| B | Milica Nikolićová     | Natalija Kondratěvová | Natalija Kondratěvová | Dilara Lokmanhekimová | Éva Csernoviczkiová   |
| B | volný los             | Dilara Lokmanhekimová | Dilara Lokmanhekimová | Dilara Lokmanhekimová | Éva Csernoviczkiová   |
| B | volný los             | Dilara Lokmanhekimová | Dilara Lokmanhekimová | Dilara Lokmanhekimová | Éva Csernoviczkiová   |
| B | Laëtitia Payetová     | Laëtitia Payetová     | Dilara Lokmanhekimová | Dilara Lokmanhekimová | Éva Csernoviczkiová   |
| B | Viola Dumitruová      | Laëtitia Payetová     | Dilara Lokmanhekimová | Dilara Lokmanhekimová | Éva Csernoviczkiová   |
| C | volný los             | Monica Ungureanuová   | Monica Ungureanuová   | Monica Ungureanuová   | Charline Van Snicková |
| C | volný los             | Monica Ungureanuová   | Monica Ungureanuová   | Monica Ungureanuová   | Charline Van Snicková |
| C | Kristina Vršičová     | Olga Aladošviliová    | Monica Ungureanuová   | Monica Ungureanuová   | Charline Van Snicková |
| C | Olga Aladošviliová    | Olga Aladošviliová    | Monica Ungureanuová   | Monica Ungureanuová   | Charline Van Snicková |
| C | volný los             | Šira Rišonyová        | Reka Puppová          | Monica Ungureanuová   | Charline Van Snicková |
| C | volný los             | Šira Rišonyová        | Reka Puppová          | Monica Ungureanuová   | Charline Van Snicková |
| C | Reka Puppová          | Reka Puppová          | Reka Puppová          | Monica Ungureanuová   | Charline Van Snicková |
| C | Ajša Gurbanliová      | Reka Puppová          | Reka Puppová          | Monica Ungureanuová   | Charline Van Snicková |
| D | volný los             | Charline Van Snicková | Charline Van Snicková | Charline Van Snicková | Charline Van Snicková |
| D | volný los             | Charline Van Snicková | Charline Van Snicková | Charline Van Snicková | Charline Van Snicková |
| D | volný los             | Cristina Budescuová   | Charline Van Snicková | Charline Van Snicková | Charline Van Snicková |
| D | volný los             | Cristina Budescuová   | Charline Van Snicková | Charline Van Snicková | Charline Van Snicková |
| D | volný los             | Maryna Čerňaková      | Nazlıcan Kılıçová     | Charline Van Snicková | Charline Van Snicková |
| D | volný los             | Maryna Čerňaková      | Nazlıcan Kılıçová     | Charline Van Snicková | Charline Van Snicková |
| D | Nazlıcan Kılıçová     | Nazlıcan Kılıçová     | Nazlıcan Kılıçová     | Charline Van Snicková | Charline Van Snicková |
| D | Cinta Garcíová        | Nazlıcan Kılıçová     | Nazlıcan Kılıçová     | Charline Van Snicková | Charline Van Snicková |